# Haus Schlickum (Glehn)

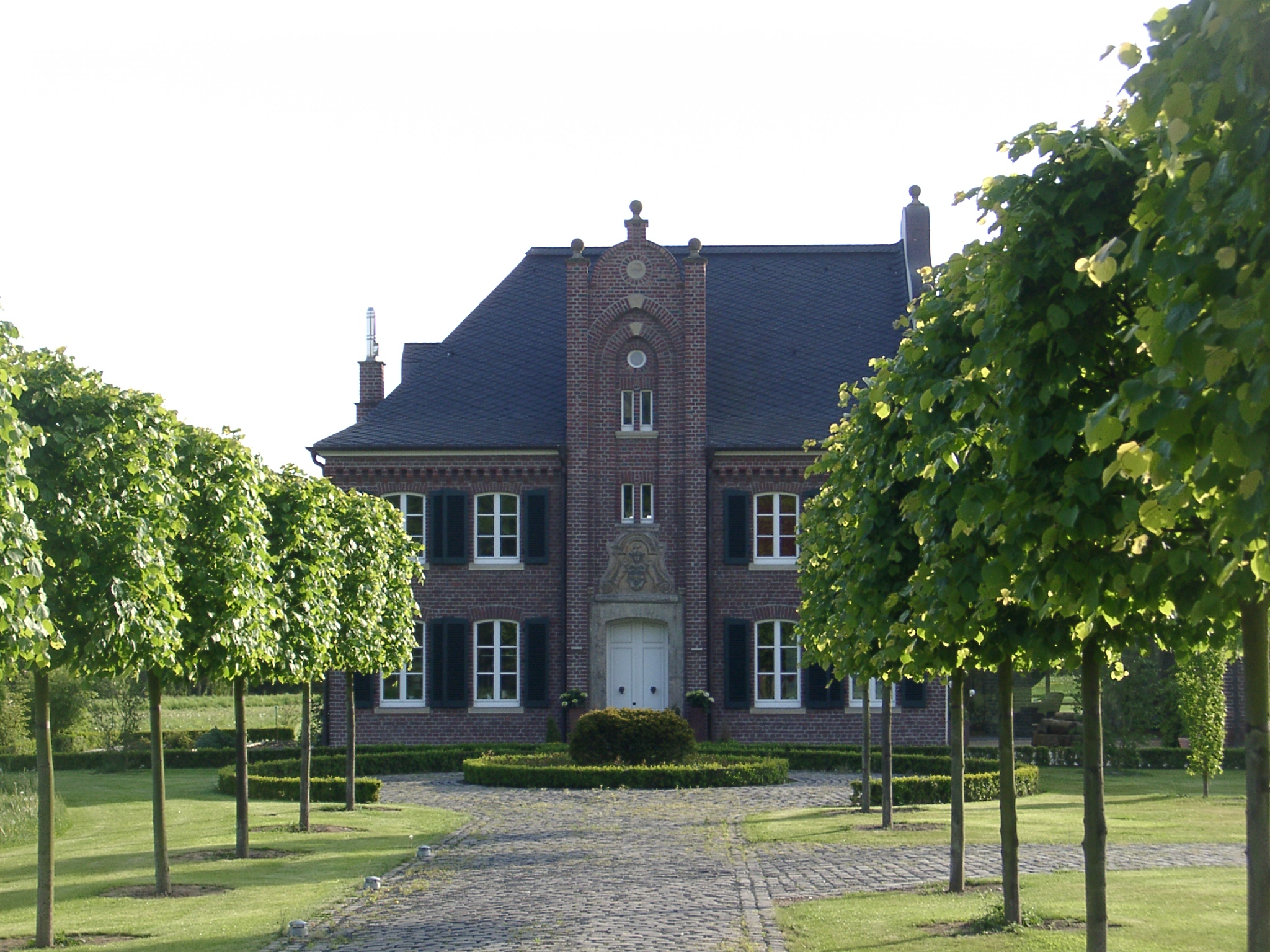
Haus Schlickum

Das Haus Schlickum im Korschenbroicher Stadtteil Schlich im Rhein-Kreis Neuss (Nordrhein-Westfalen) ist eine wasserumwehrte Hofesfeste bzw. Motte. 

## Geschichte
Ursprünglich ein Burglehn Liedbergs (Schloss Liedberg) und benannt nach einem Rittergeschlecht, das sich erstmals urkundlich im frühen 12. Jahrhundert und letztmals im frühen 18. Jahrhundert nachweisen lässt. Gerhard von Schlickum war der erste Lehnsherr (1328). 1590 wurde eine Erbteilung der Schlickumer Güter zwischen den vier Gebrüdern Werner, Hendrich, Geisbert und Diederich vollzogen.   
Letzter Lehnsherr  war Heinrich Albert von Schlickum. Durch dessen Tochter Anna Lifferta, die 1685 Reinhard von Calckum heiratete, gelangte das Anwesen an die Düsseldorfer Grafen-Familie von Calckum, genannt Lohausen. Der letzte Herr von Schlickum, Friedrich Otto Marquardt von Calckum, starb 1802.
Damals wurden die umliegenden Ländereien verkauft; die Anlage brannte ab. Um 1750 soll der ehemalige Herrensitz nur noch in einigen Gräben und Mauerresten erkennbar gewesen sein. Zumindest Teile des Herrenhauses der Hofesfeste Haus Schlickum müssen damals den verheerenden Brand überdauert haben. 
Das Herrenhaus, ein zweigeschossiger Backsteinbau, ist im 18. Jahrhundert (1755) errichtet und nach dem Brand in zeitgemäßen Formen wieder aufgebaut worden. Der damalige Architekt war Matthieu Soiron. So zeugen z. B. das Hauptportal des Hauses mit dem Lohausener Wappen und Sandsteingewänden noch von der Erbauungszeit im 18. Jahrhundert. Auch die 5 Achsen des Gebäudes greifen die ursprüngliche Gestaltung des mittenbetonten Hauses auf. Ein umlaufendes Bogengesims bildet den Abschluss des Mauerwerkes, über dem das schiefergedeckten Dach nach einer Seite abgewalmt ist. Zugehörig sind Wirtschaftsgebäude, die zusammen mit dem barockgeschweiften Giebel und seinen fünf Kugeln des Haupthauses einen kleinen Innenhof bilden. Die fünf Kugeln symbolisierten nicht nur den Stand des Ritters, sondern hatten auch einen caritativen Zweck. Sie zeigten den auf der alten Römerstraße wandernden Gesellen (auf der Walz), das sie hier einen Teller Suppe und etwas Brot bekamen.
Haus Schlickum legt Zeugnis ab über den allmählichen Niedergang eines Burglehens bis hin zu seiner teilweisen Zerstörung im frühen 19. Jahrhundert. Danach erfolgte der Wiederaufbau als landwirtschaftlicher Betrieb.
Haus Schlickum befindet sich in Privatbesitz und wird bewohnt. Es ist unter Nr. 192 in die Denkmalliste der Stadt Korschenbroich eingetragen.